# Virden (Illinois)
Virden es una ciudad ubicada en el condado de Macoupin en el estado estadounidense de Illinois. En el Censo de 2010 tenía una población de 3425 habitantes y una densidad poblacional de 723,81 personas por km².

## Geografía
Virden se encuentra ubicada en las coordenadas 39°30′20″N 89°46′16″O / 39.50556, -89.77111. Según la Oficina del Censo de los Estados Unidos, Virden tiene una superficie total de 4.73 km², de la cual 4.73 km² corresponden a tierra firme y (0%) 0 km² es agua.

## Demografía
Según el censo de 2010, había 3425 personas residiendo en Virden. La densidad de población era de 723,81 hab./km². De los 3425 habitantes, Virden estaba compuesto por el 98.54% blancos, el 0.15% eran afroamericanos, el 0.06% eran amerindios, el 0.55% eran asiáticos, el 0% eran isleños del Pacífico, el 0.12% eran de otras razas y el 0.58% pertenecían a dos o más razas. Del total de la población el 0.79% eran hispanos o latinos de cualquier raza.